# Фукасэ, Сатоси
Сатоси Фукасэ (яп. 深瀬智; род. 13 октября 1985 года, Ота, Токио, Япония), также известный под именем Кэй Фукасэ (яп. 深瀬慧) — японский певец, автор песен, музыкант, актёр и писатель. Участник музыкальной группы SEKAI NO OWARI (лейбл — Virgin Music), работает в агентстве TOKYO FANTASY.

## Биография
Фукасэ родился 13 октября 1985 года в Токио в семье отца — системного инженера и матери — воспитательницы в детском саду. Имеет двух младших сестёр. Со студенческих лет увлекался музыкой, предпочитая хип-хоп. В старших классах поступил в американскую школу и планировал проучиться там в течение двух лет, однако страдал паническим и обсессивно-компульсивным расстройством из-за различий в языке и образе жизни. В результате вернулся на родину через две недели. В Японии ему потребовалась госпитализация и серьёзное лечение в течение трёх лет. Помимо этого, в подростковом возрасте Фукасэ поставили диагноз СДВГ.
В индустрию развлечений пришёл в 2006 году, подписав контракт с Lastrum Music Entertainment. Уже в 2007, присоединился к рок-группе SEKAI NO OWARI, в которой не только поёт и играет на бас-гитаре, но и сочиняет стихи и музыку к песням.
Как актёр дебютировал в роли серийного убийцы в детективном триллере «Персонаж», главную роль в котором также сыграл Масаки Суда. За работу в этом фильме Фукасэ получил несколько премий, в том числе Премию Hochi Film Award в 2021 году и Премию японских кинокритиков.
13 октября 2021 года он опубликовал свою первую книгу «BLUENO».

## Фильмография
| Год  |   | Русское название | Оригинальное название | Роль      |
| ---- | - | ---------------- | --------------------- | --------- |
| 2021 | ф | Персонаж         | キャラクタ            | Мородзуми |